# Christian Jolibois

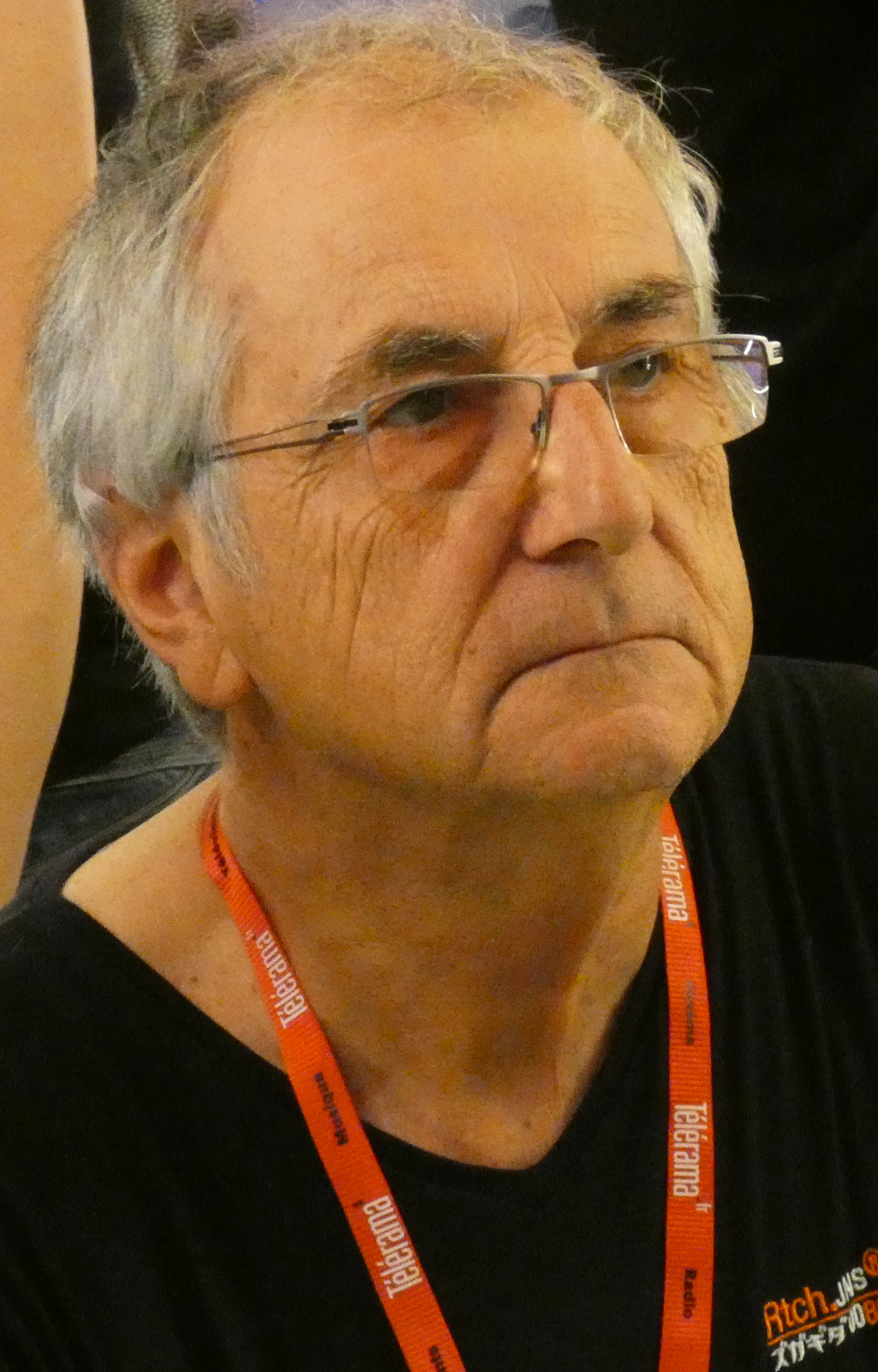
Christian Jolibois (2018)

Christian Jolibois (* 1948 im heutigen Département Yvelines, Frankreich) ist ein französischer Autor, Schauspieler und Regisseur.

## Leben
Jolibois begann als Schauspieler sowohl am Theater als auch im Fernsehen. Zur gleichen Zeit schrieb er seine ersten Theaterstücke. Nachdem er Vater geworden war, begann er mit dem Schreiben von Kinder- und Jugendbüchern sowie von Theaterstücken für Kinder. Seit 1989 widmet er sich ausschließlich diesem Feld und gründete zusätzlich ein Theater für junges Publikum. Sein erstes Theaterstück Le Cafard en baskets wurde in Paris mehr als 500 mal aufgeführt.
Jolibois wohnt und arbeitet in Burgund.

## Veröffentlichungen
- La Petite poule qui voulait voir la mer. (Les P'tites Poules). Pocket jeunesse, Paris 2000, ISBN 2-266-10053-X.
  - deutsch: Ein kleines Henderl will das Meer sehen. mit Illustrationen von Christian Heinrich. Ringelspiel-Verlag, Wien 2012, ISBN 978-3-902905-00-0.
- Un poulailler dans les étoiles. illustriert von Christian Heinrich. (Les P'tites Poules). Pocket jeunesse, Paris 2002, ISBN 2-266-11609-6.
  - deutsch: Ein Hühnerhof in den Sternen. Ringelspiel-Verlag, Wien 2012, ISBN 978-3-902905-05-5.
- Le jour où mon frere viendra. illustriert von Christian Heinrich. Pocket jeunesse, Paris 2002, ISBN 2-266-12287-8.
  - deutsch: Wenn mein kleiner Bruder auf die Welt kommt. Ringelspiel-Verlag, Wien 2012, ISBN 978-3-902905-02-4.
- Cindy fait son cinéma. illustriert von Christine Frasseto. Flammarion Père Castor, Paris 2002, ISBN 2-08-161370-0.
- Mimie et le cheval blanc, illustriert von Christine Frasseto. Flammarion Père Castor, Paris 2002.
- Quelle galère pour Jules, illustriert von Christine Frasseto. Flammarion Pére Castor, Paris 2002.
- Nom d'une poule, on a volé le soleil! illustriert von Christian Heinrich. Pocket jeunesse, Paris 2003, ISBN 2-266-13721-2.
  - deutsch: Um Gockels willen! Jemand hat die Sonne gestohlen! Ringelspiel-Verlag, Wien 2012, ISBN 978-3-902905-03-1.
- On passe tous a la télé, illustriert von Christine Frasseto. Flammarion, Paris 2004.
- Les p'tites poules, la bête et le chevalier, illustriert von Christian Heinrich. Pocket, Paris 2005.
  - deutsch: Das Monster mit dem Gockelkopf, illustriert von Christian Heinrich. Ringelspiel, Wien 2013, ISBN 978-3-902905-09-3.
- Jean qui dort et Jean qui lit, illustriert von Christian Heinrich. Pocket jeunesse, Paris 2006.
- La Douce vie de bourreau. Gallimard, Paris 2013, ISBN 978-2-070653263.